# Рафаел Амая
Рафаел Амая (на испански: Rafael Amaya) е мексикански модел, певец и актьор, роден на 28 февруари 1977 година в Ермосильо, щата Сонора, Мексико. Познат е в България най-вече с ролята си в теленовелата „Някой те наблюдава“ като Хулиан Гарсия..

## Биография
Рафаел Амая е роден в Ермосильо, но след пет години той и семейството му се преместват в Текате, Долна Калифорния. Още като малко момче упражнява широка гама от спортове, особено лека атлетика. Също така, като тийнейджър взима уроци в театъра и по музиката. След като завършва гимназия, пътува до Сан Диего, за да се запише да учи в университет. След това се връща в Мексико и започва да свири с различни групи. Остава в Мексико Сити, за да изгради кариера. От всички членове на групата, Рафаел е единственият, който остава в града и започва да работи като модел. Така той попада в Центъра за изкуства и образование на Телевиса и бива избран в новата музикална група с име „Гарибалди“.
Съчетавайки музиката с театралното изкуство той започва да развива своя потенциал и като актьор. Кариерата му започва с теленовелата „Къщата на плажа“ с героя му Ромуалдо, след това продължава с „Без грях“ в ролята на Кастуло. През януари 2002 година започва третият и най-вълнуващ проект с участието му в теленовелата „Саломе“ в ролята на един от главните герои, Джулиан Йосиф. С тази си роля Рафаел става известен като актьор. Следващите по-важни участия в теленовели са в „Пътища на любовта“ с двойната роля първо на Пако, а след това в ролята на Пабло (брат на Пако). В списъка му от теленовели е участието му в „Да обичаш отново“, който в САЩ първоначално е известен като „Букет на илюзиите“, а Рафаел е в ролята на Фернандо.
Рафаел има участия и на големия екран. Първото е в снимките на филма „Naked“, романтична комедия, по пиесата „Четири X“. Вторият му филм е в „So the precipice“, където е в ролята на гей, който извършва мастурбация в една сцена.
Актьорът се изявява и като водещ. През 2012 година, заедно с Габи Еспино води наградите „Premios tu Mundo“. През 2013 е водещ на наградите „Premios Billboard de la Musica Mexicana“. Партнира му актрисата Айлин Мухика.

## Личен живот
От 2006 до 2010 година поддържа връзка с актрисата Ана Лайевска, с която си партнира в теленовелата „Двете лица на Ана“. През 2010 двамата се разделят без логично обяснение.
По време на снимките на теленовелата Някой те наблюдава, през 2010 година, той се запознава с актрисата Анхелика Селая, с която си партнира в сериала и така не след дълго те започват връзка  През юли, 2014 г., пред списание „People en Espanol“, двойката обявява годежа си и сватбата. През април 2015 г. Рафаел и Анхелика изненадващо обявяват раздялата си след петгодишна връзка, като остават в добри отношения.

## Филмография

### Теленовели
- 2013/2017: Господарят на небесата (El Señor de los Cielos) – Аурелио Кастияс
- 2014: Госпожа Асеро (Senora Acero) – Аурелио Кастияс (специално участие)
- 2010: Някой те наблюдава (Alguien te mira) – Хулиан Гарсия
- 2010/11: Кралицата на юга (La Reina del Sur) – Раймундо Давила (Русокосия)
- 2006: Двете лица на Ана (Las dos caras de Ana) – Густаво Галван
- 2004: Да обичаш отново (Amar otra vez) – Фернандо Кастаньеда Еслава
- 2002: Пътища на любовта (Las vias del amor) – Пако/Пабло Ривера
- 2001: Саломе (Salome) – Хосе Хулиан
- 2001: Натрапникът (La Intrusa) – Едуардо/Дерик
- 2001: Без грях (Sin pecado concebido) – Кастуло Кампос Ортис
- 2000: Къщата на плажа (La casa en la playa) – Ромуалдо Рейес

### Филми
- 2014: Oro y polvo
- 2012: Kiss of Vengeance
- 2009: Rock Marí
- 2009: Dias Extraños
- 2009: Me Importas tu... y tu
- 2009: The Fighter
- 2009: Se jodió la Navidad
- 2009: El descubrimiento
- 2009: Pepe & Santo vs. America
- 2009: La ruleta de los sueños
- 2008: Sexo y otros secretos
- 2008: 24 cuadros de terror
- 2008: Fotonovela
- 2008: Mujeres asesinas
- 2008: Amor letra por letra
- 2008: Los simuladores
- 2007: Caliz
- 2006: Así del precipicio
- 2004: Desnudos
- 2001: Mujer, casos de la vida real